# Richard Franco
Richard Darío Franco Escobar (ur. 16 lipca 1992 w Hernandaríaz) – paragwajski piłkarz grający na pozycji środkowego pomocnika. W sezonie 2021 występuje w klubie Club Sol de América.

## Kariera klubowa

### General Caballero
Franco zadebiutował w barwach General Caballero 22 stycznia 2016 roku w meczu z Deportivo Capiatá (przeg. 3:2). Premierową bramkę piłkarz ten strzelił 6 marca 2016 roku w zremisowanym 1:1 spotkaniu przeciwko Club Sol de América. Łącznie dla General Caballero Paragwajczyk rozegrał 34 mecze, w których strzelił 4 bramki.

### Club Sol de América
Franco przeszedł do Club Sol de América 1 stycznia 2017 roku. Debiut dla tego zespołu zaliczył on 5 lutego 2017 roku w zremisowanym 1:1 spotkaniu przeciwko Independiente FBC. Pierwszego gola piłkarz ten strzelił 5 marca 2017 roku w meczu z Club Rubio Ñú (3:0). Do 22 kwietnia 2021 roku Paragwajczyk w barwach Club Sol de América wystąpił 90 razy, zdobywając 12 bramek.

### Avaí FC
Franco został wypożyczony do Avaí FC 9 lipca 2019 roku. Zadebiutował on dla tego klubu 13 lipca 2019 roku w meczu z Fortalezą EC (przeg. 2:0). Pierwszą bramkę zawodnik ten zdobył 26 sierpnia 2019 roku w zremisowanym 1:1 spotkaniu przeciwko SC Corinthians Paulista. Ostatecznie dla Avaí FC Paragwajczyk rozegrał 27 meczów, strzelając jednego gola.

### Centro Sportivo Alagoano
Franco trafił na wypożyczenie do Centro Sportivo Alagoano 21 stycznia 2020 roku. Debiut dla tego zespołu zaliczył on 23 stycznia 2020 w wygranym 1:0 spotkaniu przeciwko Centro Esportivo Olhodagüense.  Premierowego gola piłkarz ten strzelił 9 lutego 2020 roku w meczu z Clube de Regatas Brasil (1:1). Łącznie dla CSA Paragwajczyk wystąpił w 12 spotkaniach i zdobył jedną bramkę.

## Kariera reprezentacyjna
| Numer meczu | Przeciwko | Ranga           | Data           | Gole | Wynik (czer. porażki) |
| ----------- | --------- | --------------- | -------------- | ---- | --------------------- |
| 1           | Francja   | Mecz towarzyski | 2 czerwca 2017 | 0    | 5:0                   |

## Sukcesy
Sukcesy w karierze klubowej:
- Campeonato Alagoano – 1x, z Centro Sportivo Alagoano, 2020 rok